# Північно-Східний федеральний університет
Північно-Східний федеральний університет імені М. К. Аммосова (СВФУ) (раніше «Якутський державний університет імені М. К. Аммосова») — один з 10 федеральних університетів Росії; найбільший виш у Республіці Саха (Якутія).

## Історія
Дореволюційний період в історії Якутії, як і в цілому в Російській Імперії, характеризувався низьким рівнем освіченості населення. Так, в 1907 році в «Якутській газеті» писали, що тільки один якут має вищу освіту.
Проте, важливість вищої освіти обговорювалася в якутському суспільстві. Першим про необхідність відкриття навчального закладу в Якутську для підготовки кадрів з місцевого населення писав глава Борогонського улусу Олексій Аржаков (Сеhен Аржаков). 18 вересня 1789 р він особисто представив імператриці Катерині II свій «План про якутів з показанням казенної користі і вигідних положень для них». Багатоаспектна Програма «культивації» якутського просвітителя А. Е. Кулаковського — Ексекюляха Єлексея, викладена у праці «Якутській інтелігенції», передбачала, серед іншого, створення системи професійної освіти .
На початку XX ст. в Якутську число учнів у навчальних закладах було: в реальному училищі — 119, жіночої гімназії — 126, духовної семінарії — 58, чоловічому духовному училищі — 117, жіночому єпархіальному училищі — 80, зразковою при семінарії школі — 36. У дореволюційний період якути також навчалися в університетах та інститутах в інших частинах Росії. В Якутській області пройшла активна пропаганда відкриття Томського, потім Іркутського університетів. Значна частина населення області внесла посильний матеріальний внесок у заснуванні цих вишів, що відкривалися в тому числі і для Якутії.
У 1934 році був відкритий Якутський державний педагогічний інститут. За 22 роки інститут підготував 2535 вчителів.
Якутський державний університет (ЯГУ) був Утворений Постановою Ради Міністрів СРСР від 23 серпня 1956 р Указом Президії Верховної Ради СРСР. Від 28 квітня 1984 р Якутський держуніверситет нагороджений орденом Дружби народів. З 1990 р університет носить ім'я М. К. Аммосова. Указом Президенту Республіки Саха (Якутія) М. Е. Миколаєва від 6 лютого 1993 р ЯГУ надано статус Головного вишу Республіки, відповідального за організацію та якість гуманітарної, соціально-економічної, педагогічної та природничо-наукової підготовки фахівців.

## Структура
Університет має в своєму розпорядженні розвинену інфраструктуру науково-освітнього комплексу та сучасне обладнання для розвитку фундаментальних і прикладних досліджень.
Матеріально-технічна база СВФУ включає 40 навчально-лабораторних корпусів, культурний центр «Сергеляхскіе вогні», Нохтуйскій полігон, легкоатлетичний манеж «Юність», басейн «Долгунов», лижну базу, комбінат харчування. Одним з головних складових студентського містечка є сучасні комфортабельні гуртожитки для студентів загальною житловою площею 88: 340 м², облаштовані відповідно до вимог часу. У студентському профілакторії «Зміна» щомісяця мають можливість відпочити і отримати медичне обслуговування 100 студентів університету.
До складу Північно-східного федерального університету входять 12 інститутів, 7 факультетів, 3 філії, а також ряд інших структурних підрозділів.

## Інститути
- Педагогічний інститут[5]
- Медичний інститут
- Інститут природничих наук
- Фінансово-економічний інститут
- Інститут математики та інформатики
- Фізико-технічний інститут
- Інженерно-технічний інститут
- Інститут фізичної культури та спорту
- Інститут зарубіжної філології та регіонознавства
- Інститут психології
- Гірський інститут
- Інститут мов і культури народів Північного Сходу РФ
- Технологічний інститут